# Andrea Vassallo (architekt)
Andrea Vassallo (ur. 2 stycznia 1856, zm. 28 stycznia 1928) – eklektyczny architekt maltański. Projektował budynki w różnych stylach, jak neoklasycznym, odrodzonym rokoko (Rococo Revival), neogotyckim, Art Nouveau oraz neoromańskim. Jego arcydziełem jest bazylika Ta’ Pinu na Gozo; inne wyróżniające się prace to kopuły kościoła parafialnego w Ħamrun i kościoła parafialnego w Siġġiewi, Villa Rosa w St. Julian’s oraz, zburzona już, Casa Said.

## Życiorys

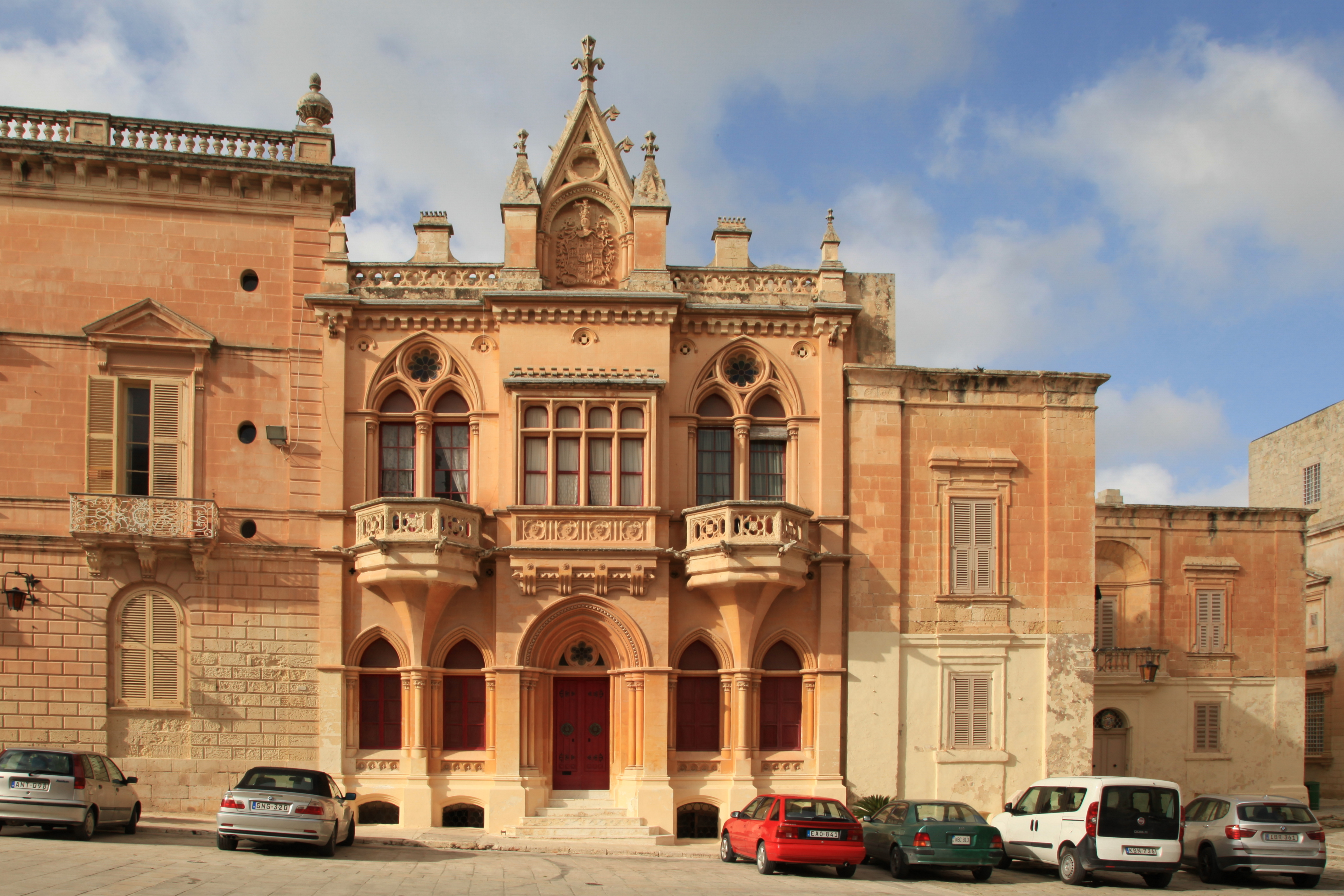
Neogotycki dom obok katedry w Mdinie

Vassallo urodził się 2 stycznia 1856 roku w mieście Luqa na Malcie. Pierwotnie pracował jako rzeźbiarz w kamieniu, lecz od roku 1887 zajmował się wieloma aspektami branży budowlanej, w tym projektowaniem, budową lub przebudową wielu budynków dla różnych klientów.

W dniu 21 grudnia 1887 rozpoczął służbę państwową, przejmując po zmarłym Websterze Paulsonie stanowisko Clerk of Works (kierownika robót). W roku 1892 został przyjęty, z rekomendacji sir Lintorna Simmonsa oraz sir Osberta Chadwicka, w poczet członków Institution of British Civil Engineers. W roku 1907 przyjęty został do Royal Institute of British Architects, a ostatecznie 7 listopada 1908 roku otrzymał patent geodety i architekta. Zostało to potępione przez "Istituto dei Periti", ponieważ Vassallo nigdy formalnie nie studiował architektury.
Vassallo odznaczony został przez papieża Piusa X Orderem św. Grzegorza Wielkiego za swoje prace podczas Kongresu Eucharystycznego na Malcie w roku 1913, dla którego zaprojektował trybunę.

## Prace

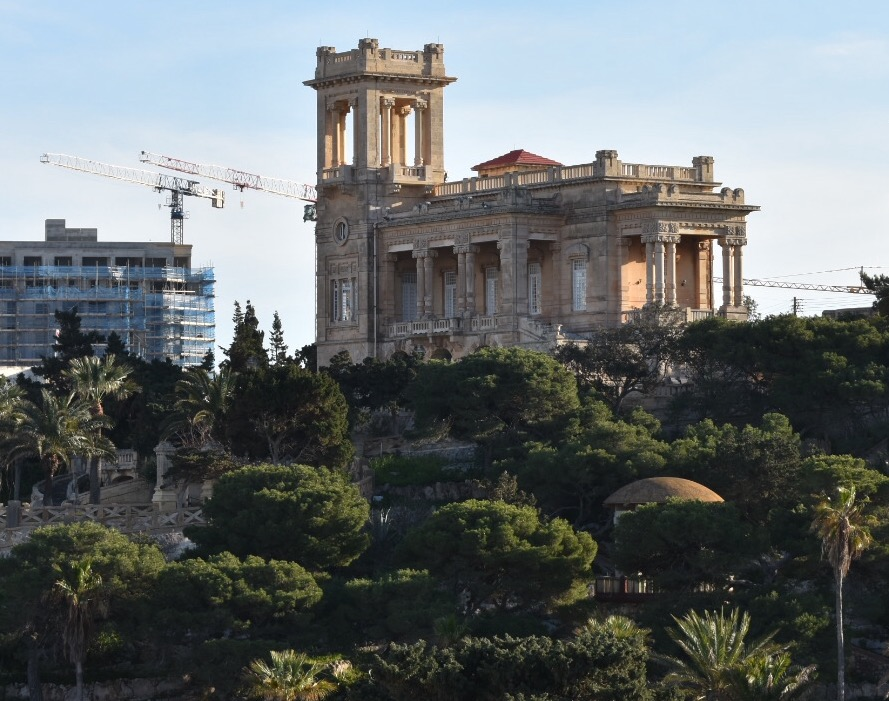
Villa Rosa w St. Julian’s

Vassallo zaprojektował lub był zaangażowany w budowę wielu budowli i budynków, w tym szpitali, szkół, zakładów produkcyjnych i domów mieszkalnych. Podczas wojej kariery używał różnych stylów architektonicznych. Jednym z jego godnych uwagi dzieł była kuta żelazna oranżeria w Argotti Botanic Gardens, zbudowana przed rokiem 1907. Była to wyjątkowa struktura na Malcie, lecz później została zburzona z powodu wysokich kosztów utrzymania. Vassallo zaprojektował także neoklasycystyczną rządową szkołę podstawową w Sliemie, która została zbudowana około 1908-10.
Jednym z budynków mieszkalnych zaprojektowanych przez Vassallo jest neogotycki dom stojący obok katedry w Mdinie. Jego wygląd został dobrze przyjęty przez społeczeństwo, lecz nie obeszło się też bez słów krytyki, gdyż jego styl nie współgra z otoczeniem. Vassallo zaprojektował też dwa secesyjne domy, zbudowane w latach dwudziestych XX wieku: Villa Rosa w St. Julian’s oraz zburzony już Casa Said w Sliemie.

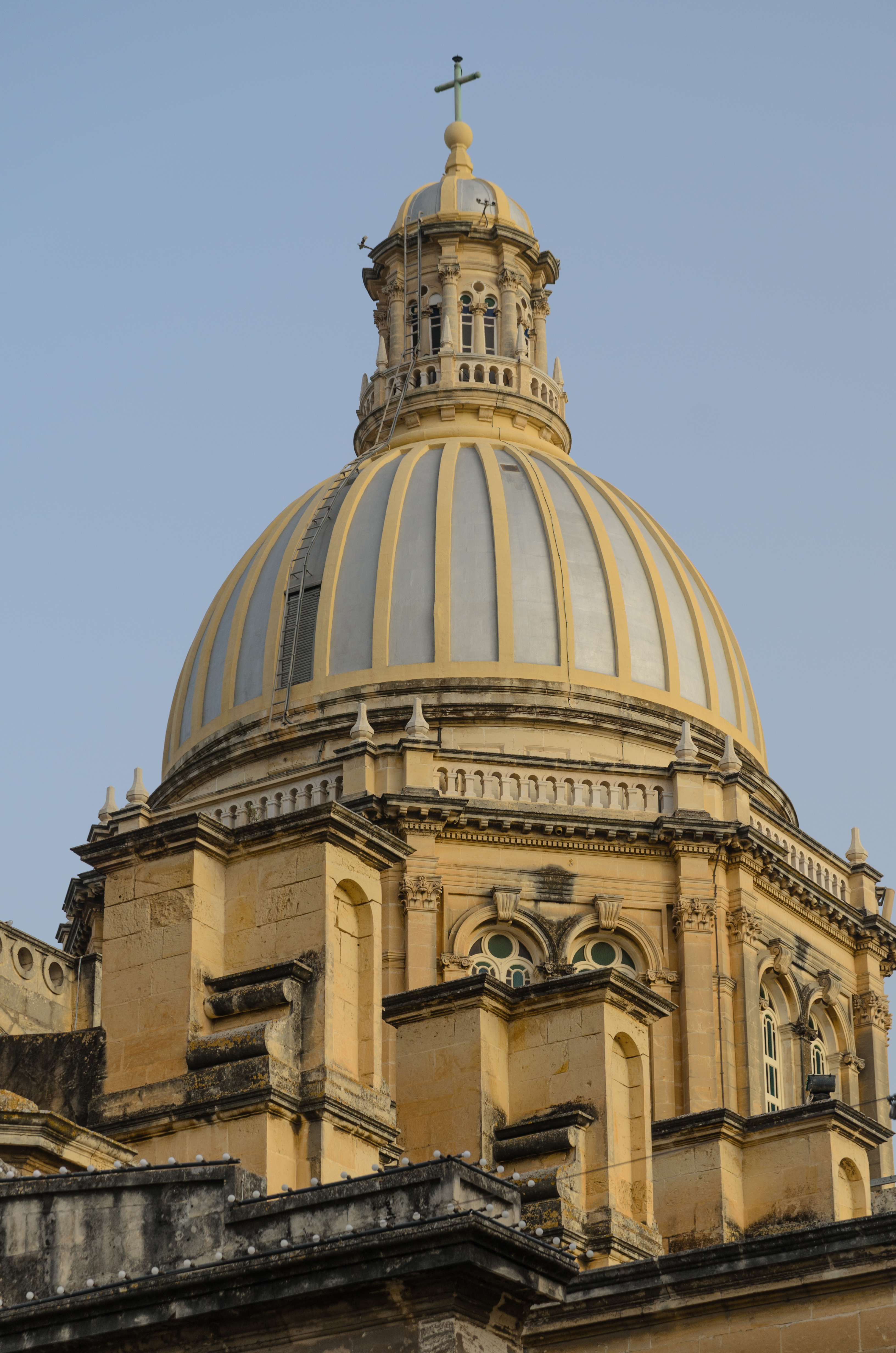
Kopuła kościoła parafialnego w Ħamrun

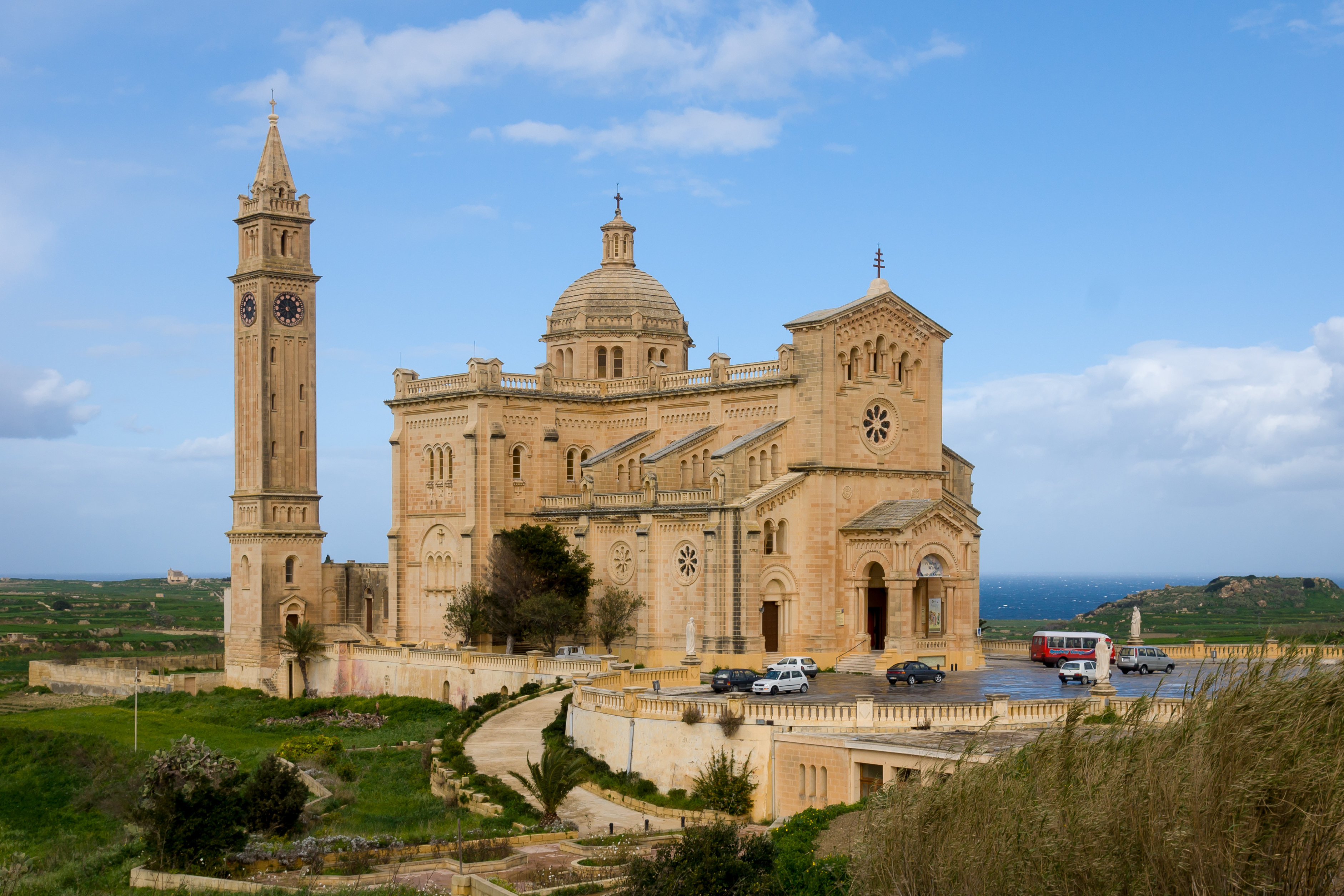
Bazylika Ta’ Pinu

W latach dwudziestych XX wieku Vassallo wygrał konkurs na projekt kopuły kościoła parafialnego św. Kajetana w Ħamrun, która jednak została zbudowana dopiero w latach 1953–55 pod kierownictwem Guzè D'Amato. Pomimo wykonania jej kilkadziesiąt lat po śmierci konstruktora, kopuła powstała w oparciu o oryginalny projekt, z jedynie strukturalnymi modyfikacjami wykonanymi przez D'Amato. Uważana jest za jedną z najwspanialszych kopuł na Malcie. Vassallo zaprojektował również kopułę kościoła św. Mikołaja w Siġġiewi (1919), neorokokowy kościół Madonna tal-Ħerba w Birkirkara, oraz neoromańską bazylikę Ta’ Pinu na Gozo. Ta ostatnia uważana jest za majstersztyk Vassallo ze względu na skomplikowaną konstrukcję oraz monumentalność, choć czasem jest krytykowana za wyobcowanie z otoczenia.
Vassallo zmarł 28 stycznia 1928 roku w Zammit Clapp Hospital, którego był projektantem w roku 1910. Jego syn, Edwin Vassallo, również był architektem. Dziedzictwo Vassallo jest czasami pomijane, ponieważ wiele jego budynków często jest błędnie przypisywanych innym architektom.